# Елајас Котијас
Елајас Котијас (енгл. Elias Koteas; 11. март 1961, Монтреал) канадски је филмски, позоришни и ТВ глумац, грчког порекла.